# La Rumeur (film)
Pour les articles homonymes, voir La Rumeur.
Pour plus de détails, voir Fiche technique et Distribution.
La Rumeur (The Children’s Hour) est un film américain réalisé par William Wyler et sorti en 1961, s'inspirant de l'histoire de Jane Pirie (1779-1833) et Marianne Woods, deux Britanniques (respectivement Écossaise et Anglaise) ayant ouvert une école de filles.

## Résumé
Dans une région huppée des États-Unis, Karen et Martha, deux amies de longue date (elles se sont connues lors de leurs études), réussissent, après des débuts difficiles, à rentabiliser leur pensionnat privé pour filles. Karen est fiancée au docteur Joe Cardin dont Martha est un peu jalouse. Les deux directrices surprennent fréquemment une de leurs petites pensionnaires, Mary Tilford, en train de mentir effrontément. Punie, et irritée contre ses professeurs, la fillette, soutenue par l'une de ses compagnes de chambre, Rosalie, sur laquelle elle exerce un chantage après avoir découvert la kleptomanie de celle-ci, raconte à sa richissime grand-mère Amelia Tilford qu'elle a vu les deux directrices avoir des rapports inavouables. La rumeur se répand comme une trainée de poudre ; tous les parents retirent leurs enfants du pensionnat. Après un procès perdu, les deux jeunes femmes, dont la réputation est détruite, sont encore confrontées à d'autres épreuves : un trouble s'est installé entre Karen et Joe et leurs fiançailles sont rompues, tandis que Karen et Martha sont l'objet du voyeurisme de la gent masculine du coin. Dans leur isolement et sous cette pression, Martha perd pied et avoue à Karen qu'elle lui voue depuis toujours cet amour interdit dont elles ont été accusées. Après que les mensonges de la fillette responsable de la rumeur ont été fortuitement découverts par sa mère et qu'Amélia Tilford est venue faire amende honorable, Martha se suicide. Après les obsèques, sans un regard pour Joe ni pour ceux qui ont brisé son existence et celle de son amie, Karen sort du cimetière et s'en va seule sur la route.

## Fiche technique
- Titre original : The Children's Hour
- Titre français : La Rumeur
- Réalisation : William Wyler
- Scénario : John Michael Hayes d'après la pièce de Lillian Hellman The Children's Hour (1934)
- Adaptation : Lillian Hellman
- Direction artistique : Fernando Carrere
- Décors : Edward G. Boyle
- Costumes : Dorothy Jeakins
- Maquillages : Emile LaVigne, Frank McCoy
- Coiffures : Joan St. Oegger
- Photographie : Franz F. Planer
- Son : Gordon Sawyer
- Montage : Robert Swink
- Musique : Alex North
- Producteur : William Wyler
- Producteur associé : Robert Wyler
- Société de production : Mirisch Corporation (États-Unis)
- Sociétés de distribution : United Artists (Allemagne, États-Unis), Lost Films (France)
- Pays d'origine :  États-Unis
- Langue de tournage : anglais
- Format : 35 mm — noir et blanc — 1,66:1 — son monophonique (Westrex Recording System)
- Genre : drame
- Durée : 107 minutes[1]
- Dates de sortie : 
  -  États-Unis : 19 décembre 1961
  -  France : 25 avril 1962
- (fr) Classifications CNC : tous publics, Art et Essai (visa d'exploitation no 25973 délivré le 5 mars 2009)

## Distribution
- Audrey Hepburn (V.F : Martine Sarcey) : Karen Wright
- Shirley MacLaine (V.F : Nicole Riche) : Martha Dobie
- James Garner (V.F : Roland Menard) : le docteur Joe Cardin, le fiancé de Karen
- Miriam Hopkins (V.F : Marie Francey) : Lily Mortar, la tante de Martha
- Fay Bainter (V.F : Henriette Marion) : Amelia Tilford, la riche grand-mère de Mary
- Karen Balkin : Mary Tilford, la gamine menteuse
- Veronica Cartwright : Rosalie, la fillette kleptomane victime du chantage de Mary
- Sally Brophy : la mère de Rosalie
- Mimi Gibson : Evelyn
- Jered Barclay : le livreur

## Distinctions

### Récompenses
- Laurel Awards 1962 : 
  - Shirley MacLaine, Golden Laurel du meilleur rôle féminin dramatique
  - Fay Bainter, 2e place du Golden Laurel du meilleur second rôle féminin dramatique

### Nominations
- Golden Globes 1962
  - Shirley MacLaine nommée pour le Golden Globe de la meilleure actrice dans un film dramatique
  - Fay Bainter nommée pour le Golden Globe de la meilleure actrice dans un second rôle
  - William Wyler nommé pour le Golden Globe du meilleur réalisateur
- Oscars 1962 :
  - Dorothy Jeakins nommée pour l'Oscar de la meilleure création de costumes
  - Edward G. Boyle et Fernando Carrere nommés pour l'Oscar de la meilleure direction artistique
  - Franz F. Planer nommé pour l'Oscar de la meilleure photographie
  - Fay Bainter nommée pour l'Oscar de la meilleure actrice dans un second rôle
  - Gordon Sawyer nommé pour l'Oscar du meilleur son

## Production

### Genèse
- Ce film est un remake de Ils étaient trois (1936), également réalisé par William Wyler. Dans la première version du récit, deux femmes sont amoureuses du même homme. Miriam Hopkins y tenait le rôle de « Martha Dobie » alors que dans ce remake, elle y interprète sa tante « Lily Mortar ».

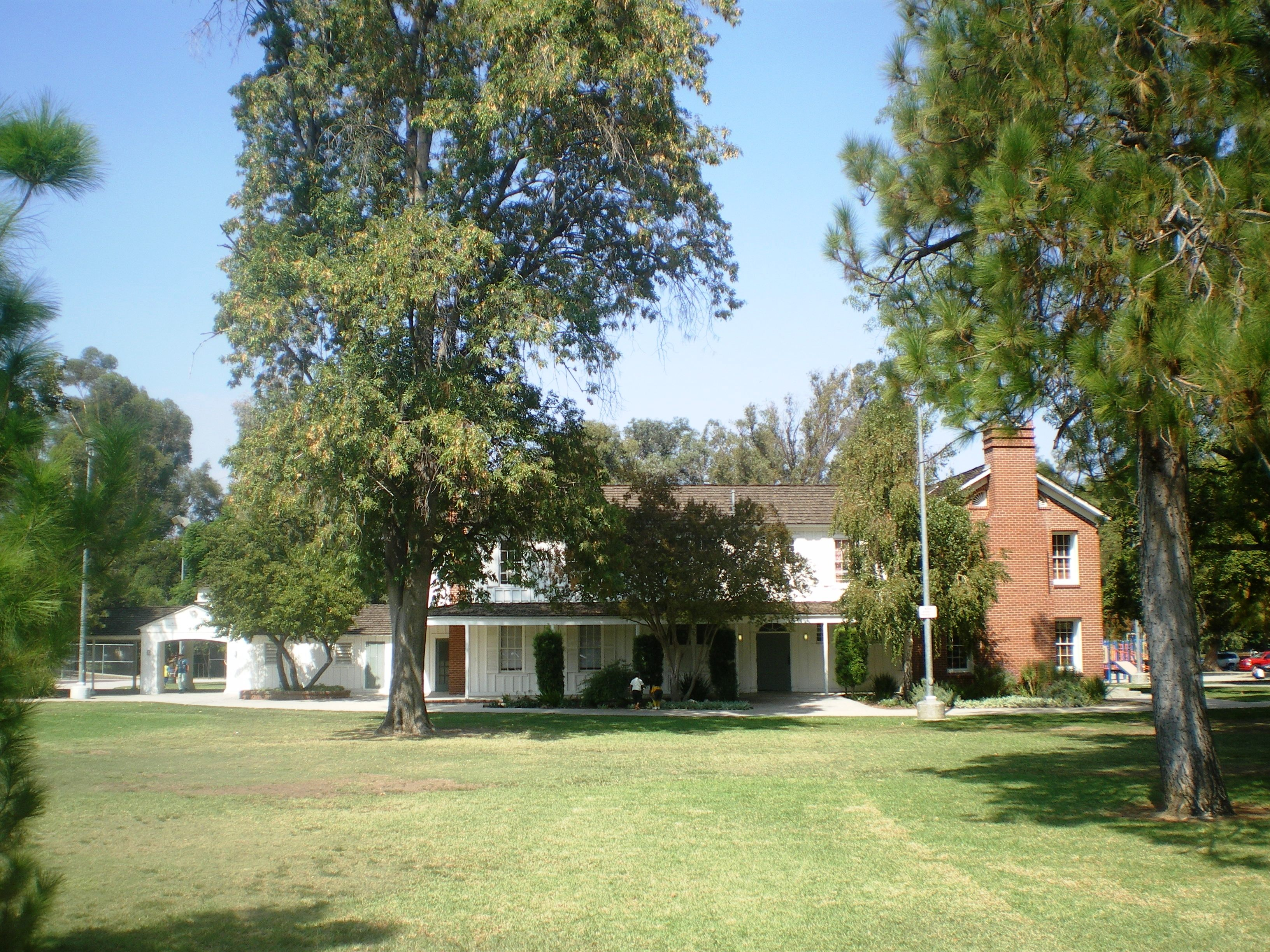
Extérieurs au Shadow Ranch, le « pensionnat des filles » du film

### Scénario et montage
- Shirley MacLaine, dans des mémoires[2], considère que l'œuvre de Lillian Hellman a été trahie par le réalisateur William Wyler qui « pris de panique à l'idée d’avoir traité une histoire de lesbiennes, coupa toutes les scènes où l'on sentait l'amour de Martha pour Karen, par exemple quand elle repassait amoureusement ses vêtements, lui brossait les cheveux ou lui confectionnait des petits plats ». La plupart de ces scènes ont été restituées dans la version DVD 2004.

### Tournage
- Extérieurs à Los Angeles en Californie : Shadow Ranch (en)[3], Vanowen Street, West Hills.

## Accueil
- Variety[4] : « Audrey Hepburn et Shirley MacLaine, dans les principaux rôles, se complètent admirablement. La délicate sensibilité d'Hepburn, sa merveilleuse expression émotionnelle toute en retenue est mémorable comme l'est également MacLaine, substantiellement riche et profonde. James Garner est efficace en fiancé d'Hepburn et l'interprétation de Fay Bainter est remarquable en grand-mère funestement manipulée par une méchante enfant. »[5]
- The Cinematic Threads[6] : « Je dois admettre avec Lillian Hellman ce qui me semble être une question opportune : que des enfants rusés sont capables de « sciemment » tromper et manipuler les autres. Maintenant, les droits des enfants surpassent ceux des adultes dans la cellule familiale et l'histoire de Lillian Hellman n’occulte pas le fait que les enfants sont très souvent conscients du pouvoir qu’ils exercent sur leurs aînés. »[5]

## Thèmes et contexte
Ce film a été occulté depuis ses premières exploitations avec des critiques le qualifiant d'empesé et de démonstratif. Deuxième adaptation de la pièce de Lillian Hellman (après Ils étaient trois en 1936, toujours de Wyler), cette version souffre, selon Variety, d'être datée.
Audrey Hepburn sortait toute auréolée du récent et immense succès de Diamants sur canapé de Blake Edwards tandis que Shirley MacLaine avait été saluée pour sa précédente prestation dans La Garçonnière de Billy Wilder (1960).
Ce film en noir et blanc se déroule presque exclusivement en intérieurs, ce qui confère une certaine austérité à une histoire déjà difficile à traiter,,. Mais l'action est constamment relancée par maints ressorts dramatiques en évitant manichéisme et numéros mélodramatiques d'acteurs qu'il aurait été tentant de déployer. Il y a beaucoup de gestes esquissés, de regards intenses et amoureux jamais explicités par des dialogues. Par moments, le film a des fulgurances de Nouvelle Vague comme la scène de la révélation dans la voiture d'Amelia Tilford, ou les gros plans hachés de Karen. La séquence du choc de « l'explication », où Karen est abasourdie et Martha interrogative, la première à l'extérieur et la seconde à l'intérieur, est une scène entièrement muette où les plans fixes rappellent ceux d'Antonioni dans son film La Nuit sorti au début de la même année. La réalisation et l'atmosphère sont plus britanniques qu'américaines. À part Miriam Hopkins, qui reste hollywoodienne dans la composition de son personnage décalé, les actrices ont été justement appréciées. Bien sûr, en première ligne, Hepburn et MacLaine sont constamment remarquables, mais il faut également mentionner la performance de Fay Bainter, sobrement Actors Studio. Quant aux jeunes filles, on pourra préférer le jeu retenu de la Britannique Veronica Cartwright alias « Rosalie » (et future « Lambert » d'Alien - Le huitième passager) à celui, très ostentatoire, de Karen Balkin, la « méchante Mary ».[Interprétation personnelle ?]

## Vidéographie
- 2004 : La Rumeur, 1 DVD Région 2, MGM Home Entertainment.
- 2020 : La Rumeur, Digibook DVD/Blu-ray + livret, Wild Side.